# Blocco trifascicolare
Il blocco trifascicolare è una patologia che presenta difetti associati nella propagazione degli impulsi elettrici attraverso le tre vie del sistema di conduzione del cuore: branca destra, fascicolo anteriore e fascicolo posteriore, questi ultimi costituenti la branca sinistra.

## Diagnosi
La diagnosi si fonda sul riconoscimento all'elettrocardiogramma (ECG) di una delle seguenti condizioni:
- blocco di branca destra associato a blocco alternato di fascicolo anteriore e posteriore;
- blocco di branca alternante (alternanza di blocco di branca destra e sinistra);
- blocco completo e simultaneo dei tre fascicoli (indistinguibile dal blocco atrioventricolare di terzo grado).

Un uso improprio del termine "trifascicolare" riguarda la presenza simultanea delle seguenti alterazioni:
- prolungamento dell'intervallo PR (blocco atrioventricolare di I grado);
- blocco di branca destra;
- emiblocco anteriore sinistro ed emiblocco posteriore sinistro.

## Trattamento
Mentre per i pazienti sofferenti di un'alternanza di blocco di branca destra e blocco di branca sinistra l'indicazione all'impianto di un pacemaker è assoluta (classe I), ancora non è chiaro se anche i pazienti asintomatici (anamnesi negativa per sincope) e portatori di un blocco trifascicolare debbano essere trattati nello stesso modo. Le ultime linee guida suggeriscono l'esecuzione di uno studio elettrofisiologico endocavitario e l'impianto di un pacemaker se viene misurato un intervallo HV superiore a 100 ms oppure se viene dimostrato con il pacing atriale un punto Wenckebach molto basso o un blocco atrioventricolare sottohissiano (vedi blocco atrioventricolare di II grado).